# 汤姆·希尔
汤姆·希尔（英語：Tom Hill，1974年3月4日—），澳大利亚男子柔道运动员。他曾代表澳大利亚参加2002年英联邦运动会柔道比赛，获得男子73公斤级金牌。他也曾参加2000年夏季奥林匹克运动会。